# イトメ山の戦い
イトメ山の戦い（いとめさんのたたかい）は第一次メッセニア戦争にて紀元前726年にメッセニアとスパルタの間で戦われた会戦である。
メッセニアのエウパエス王の死後、王位についたアリストデモスの在位5年目にイトメ山でメッセニアとスパルタの両軍は激突した。メッセニアにはアルカディアの全軍とアルゴス、シキュオンそれぞれの精鋭が援軍として参上し、スパルタにはコリントスが駆けつけた。
メッセニア軍はイトメ山を背に、戦列を横に広めに展開し、敵からの包囲を受けないようにし、本隊の指揮は将軍クレオニスが執り、アリストデモス自身と将軍ダミスは軽装歩兵を率いて戦列の後方に陣取った。スパルタは中央にコリントスとヘロットおよびペリオイコイを配し、スパルタ人は未曾有の深さと密度で、二人の王に率いられてそれぞれ両翼に陣取った。
戦いはスパルタ軍の攻撃から始まった。数では劣るものの精鋭揃いのメッセニア軍はスパルタ軍と互角に渡り合った。しばらくすると、メッセニア軍の軽装歩兵部隊は敵の側面に回って攻撃を仕掛けた。スパルタの重装歩兵が反撃に出ようとしても身軽な軽装歩兵はそのたびに退却し、スパルタ軍は一方的に損害を受けるだけだった。やがてスパルタ軍は長期戦と負傷者の増加に音を上げ、戦列を崩して敗走した。これをメッセニアの軽装歩兵は追撃し、大きな損害を与えた。

## 註
1. ↑  パウサニアス, IV. 11. 1-3
2. ↑  ibid, IV. 11. 5-8